# Nos amis les humains
Nos amis les humains est une pièce de théâtre de Bernard Werber, parue en 2003.

## Mises en scène
- septembre 2004 : création à la Comédie Bastille[2], mise en scène de Jean-Christophe Barc, avec Audrey Dana et Jean-Christophe Barc[3].
- 2016 : reprise au Palais des glaces[4], avec Magali Bros et Jean-Christophe Barc.

## Adaptation cinématographique
Bernard Werber signe son premier long-métrage avec Nos amis les Terriens (produit par Claude Lelouch), inspiré de Nos amis les humains et du court métrage Les Humains qu'il avait réalisé précédemment, qui est en fait un documentaire sur les humains réalisé d'un point de vue extra-terrestre.
Son long métrage sorti en avril 2007 combine ses deux précédents travaux : la première partie est un documentaire sur les humains et la seconde une observation d'humains en cage. Ce film s'inspire de l'éthologie humaine et reçoit un accueil très médiocre de la critique.

## Relations avec les autres œuvres de Werber
- Le personnage de Raoul Méliès semble être inspiré sur celui de Raoul Razorback, un des personnages principaux des Thanatonautes du même auteur. Dans Le Jour des fourmis (du même auteur également), un des personnages principaux se prénomme Jacques Méliès.
- Dans Le Souffle des dieux (aussi de Bernard Werber), Michael Pinson rencontre la Muse du Théâtre et il est pris de l'inspiration de créer une pièce de théâtre qui est Nos amis les humains. Ainsi, il est possible que Nos amis les humains soit censée être l'œuvre de Michael Pinson qui se serait donc inspirée de son ami Raoul pour créer l'un des personnages.